# Martin XB-33 Super Marauder
Martin B-33 là một loại máy bay ném bom của Hoa Kỳ trong Thế chiến thứ hai.

## Biến thể
XB-33
XB-33A
B-33A Super Marauder

## Tính năng kỹ chiến thuật (B-33A)
Đặc điểm tổng quát
- Kíp lái: 7
- Chiều dài: 79 ft 10 in (24,3 m)
- Sải cánh: 134 ft (40,8 m)
- Chiều cao: 24 ft (7,32 m)
- Diện tích cánh: 1.646 ft² (153 m²)
- Trọng lượng rỗng: 85.000 lb (39.000 kg)
- Trọng lượng có tải: 95.000 lb (43.000 kg)
- Động cơ: 4 × Wright R-2600-15 kiểu động cơ piston bố trí tròn, 1.800 hp (1.300 kW mỗi chiếc)  mỗi chiếc

- Vận tốc cực đại: 345 mph (300 kn, 555 km/h)
- Vận tốc hành trình: 242 mph (210 kn, 389 km/h)
- Tầm bay: 2.000 mi (1.700 nmi, 3.000 km)
- Trần bay: 39.000 ft (12.000 m)
- Vận tốc lên cao: ft/phút (m/s)
- Tải trên cánh: 58 lb/ft² (280 kg/m²)
- Công suất/trọng lượng: 0,076 hp/lb (55 W/kg)

Trang bị vũ khí

- Súng: 8× súng máy.50 in (12,7 mm)
- Bom: 10.000 lb (4.500 kg)